# Giaginský rajón
Giaginský rajón (adygejsky: Джэджэ къедзыгъо) je administrativní jednotka (rajón) a komunální útvar v rámci Adygejska v Ruské federaci.
Administrativním centrem je stanice Giaginskaja.

## Geografie
Rajón se nachází v centrální části Adygejska na úpatí Zakubáňské roviny.
Celková rozloha rajónu je 796,63 km².
Na jihu hraničí s Majkopským rajónem a Majkopským městským okruhem, na severu se Šovgenovským rajónem, na východě s Košechablským rajónem Adygejska, na jihovýchodě s Mostovským a západě Belorečenským rajónem Krasnodarského kraje.

## Historie
Dne 31. prosince 1934 byl zřízen rajón v rámci Azov-Černomořského kraje.
Dne 10. dubna 1936 se rajón stal součástí Adygejské autonomní oblasti a později Adegyjské republiky.

## Administrativní dělení
Součástí rajónu je 30 sídel vesnického typu.
- vesnice Vladimirovskoje
- osada Volno-Vesjolyj
- vesnice Georgijevskoje
- stanice Giaginskaja
- sídlo Gončarka
- osada Dněprovskij
- stanice Dondukovskaja
- osada Jekatěrinovskij
- osada Karcev
- stanice Kelermesskaja
- osada Kozopoljanskij
- osada Kolchoznyj
- osada Krasnyj Pachar
- osada Krasnyj Chleborob
- osada Kurskij
- sídlo Lesnoj
- osada Michelsonovskij
- osada Něčajevskij
- vesnice Nižnij Ajrjum
- sídlo Novyj
- vesnice Obrazcovoje
- osada Pěrvomajskij
- osada Progress
- osada Sadovyj
- vesnice Sergijevskoje
- osada Smolčev-Malinovskij
- osada Tambovskij
- osada Farsovskij
- osada Čerjomuškin
- osada Šiškinskij